# 大韓民國國軍
大韓民國國軍（：／ Daehanminguk Gukgun），通稱韓國國軍（／ Hanguk Gukgun），簡稱為韓軍、韓國軍，是大韩民国的國家武裝部隊，由陸軍、海軍、海軍陸戰隊、空軍所构成，亦設有預備軍。
大韓民國國軍现役总兵力50万，在世界上排名第9，其中陆军36.5万、海军7万（含海軍陸戰隊的2.9萬）、空军6.5万，另外尚有預備軍310万人，而美軍亦有约2.8万之驻軍。軍隊的指揮系統分為平時與戰時兩種體制。平時的指揮架構是由總統擔任最高統帥，國防部部長為文官，執掌軍事的相關事項，聯合參謀本部議長與陸海空三軍參謀總長（軍種司令）為將官，擔當部隊指揮、監督任務。在戰時與駐韓美軍並肩作戰，美軍與韓軍均由「韓美聯合軍司令部」負責指揮。1953年5月16日簽定停戰協定後，韓戰結束，南北隔著38度線分治，三八線以南的韓國隨即在美國協助下重建，在1980年代後經濟獲得高度的發展。面對朝鲜人民軍威脅，韓國也投注龐大資源發展軍備。
大韓民國國軍的主要任務是國土防衛，特別是防禦朝鲜人民军的威脅，也承擔人道救援和災害救濟任務，近年來積極參加聯合國事務，1993年曾派遣工兵部隊參加索馬利亞的聯合國維和任務，在非洲、東帝汶、伊拉克和阿富汗等地亦曾派駐兵力執行聯合國維和任務。

## 历史
1945年8月15日日本无条件投降后，駐朝鮮美國陸軍司令部軍政廳为维护社会秩序成立了以當地人作為隊員的“国防警备队”和“海岸警备队”，以及培养军事人才的军校:3-4。1948年8月15日大韩民国成立时，国防警备队兵力已达5万人，有5个旅、15个团。同年9月5日，国防警备队和海岸警备队分別改制为大韓民國國軍下的陆军和海军。同年12月15日，陆军和海军本部成立，大韓民國國軍基本组建完成。为加强登陆作战力量，1949年4月15日，隶屬於韓國海军的海军陆战队成立。同年10月1日，原隶属于陆军的航空队从陆军分离出来正式成立空军。至此，大韓民國國軍的陆海空三军體制得到确立:4。至朝鲜战争爆发前，大韓民國國軍总兵力有10万余人，其中陆军有97,000人，海军6,956人，空军1,897人:5。
朝鲜战争期间，由于美军的援助，韩军在装备上得到大幅提高。战争结束时，陆军已由单一的步兵，发展成为拥有步兵、炮兵和坦克兵的联合兵种，拥有3个军，18个师，总兵力55万，是战前的5倍；海军兵力由战前的6,956人增加到14,863人，拥有各类舰船60余艘；海军陆战队也在与美军的联合作战中取得飞跃式的发展，人数从战前的1,166人猛增加到22,174人；空军不仅扩张为2个聯隊，而且拥有了通信、气象等地面保障部队，兵力由1,897人增加到11,451人。:11

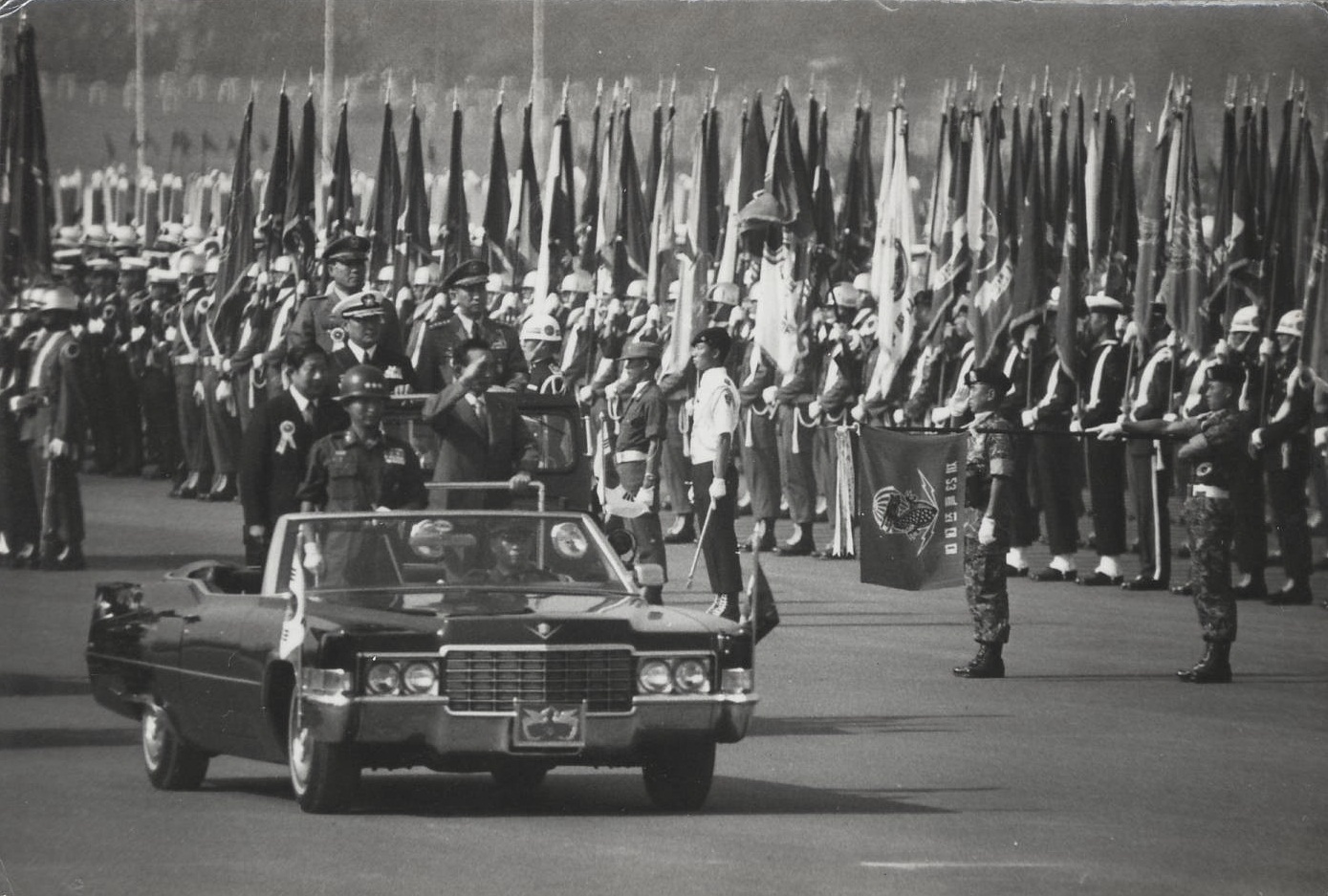
韩国总统朴正熙检阅大韓民國國軍

朝鲜战争结束后，大韓民國國軍在美国援助下得到大幅提升。1953年，韩美签署《韩美共同防御条约》，正式缔结军事同盟。1954-1960年间，美国为韩国提供了17.7亿美元的无偿经济援助和21.5亿美元的无偿军事援助:15。1952年起，韩国陆续开設步兵学院、炮兵学校、通讯学校、参谋学校，将原来的警备官校扩充为正规的陆军官校，之后又开设了海军官校和空军官校。20世纪60年代，韩国应美国要求参加了越南战争。战争期间，韩军获得了美国15.96亿美元的军事援助，大幅度提高了韩军的现代化水平，同时也有效提高了韩军的实战能力:16。20世纪70年代初，大韓民國國軍总兵力达到63.3万人，其中陆军56万人，分为29个师、2个装甲旅、80个炮兵营、1个地对地导弹营、3个地对空导弹营；海军1.6万人，各种舰船63艘；海军陆战队5个旅，3.3万人；空军2.4万人，各式飞机230多架。此外，1968年2月，韩国还成立了拥有250万人的预备役部队。:15
1969年7月，时任美国总统尼克松访问关岛，发表“尼克松主义”后，时任韩国总统朴正熙于1970年正式推出为期8年的“自主国防”建设计划，大力发展国防工业:35，到20世纪80年代基本建成门类较为齐全的国防工业体系，常规武器不仅可以自给自足，还可以批量出口，到90年代末已能开发和生产技术部分先进的、高精度武器:49。为增强國軍战斗力，韩国分别于1974至1981年和1982至1986年实施了第一、第二期栗谷计划，对陆、海、空三军装备进行升级:38-42。1996年，韩国又继续推行名为“防御力量改善计划”的战斗力增强计划，重点是增强对朝遏制战斗力和确保拥有从长期国家安保战略角度出发的自主防卫能力等核心战斗力:43。
金大中执政后，韩国开始推进军事变革和军事转型，2001年开始先后制定《国防改革基本计划2006~2020》和《国防改革基本计划2009~2020》。为顺应世界新军事变革趋势和朝鲜半岛安全局势的变化，国防部修改完善《国防改革基本计划2011~2030》，于2012年8月29日公布《国防改革基本计划2012~2030》。修订后基本计划以突出积极遏制战略，调整部队上层结构，强化陆、海、空三军的“联动性”，精简部队数量，提高国防运行效率为核心，对国防进行全方位的调整改革。此外，韩军还不断提高信息化作战尤其是网络中心战能力，通过建设数字化战场和数字化部队，研制信息化武器装备，发展信息战能力和精确打击能力来构建陆海空一体化的精锐军事力量，以确保在未来战场的主动权。2014年3月，时任韩国总统朴槿惠批准了國防部提交的《国防改革基本计划2014~2030》。为遏制朝鲜半岛发生全面战争，该规划将韩军的核心军事战略从“积极遏制”转变为“灵活遏制”。:58-59

## 組織

### 陸軍

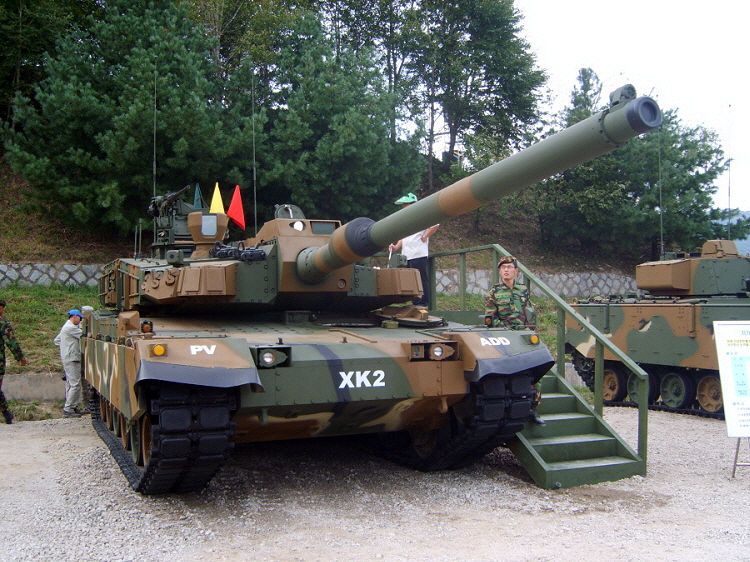
韓國國科所自主研發的K2主戰坦克

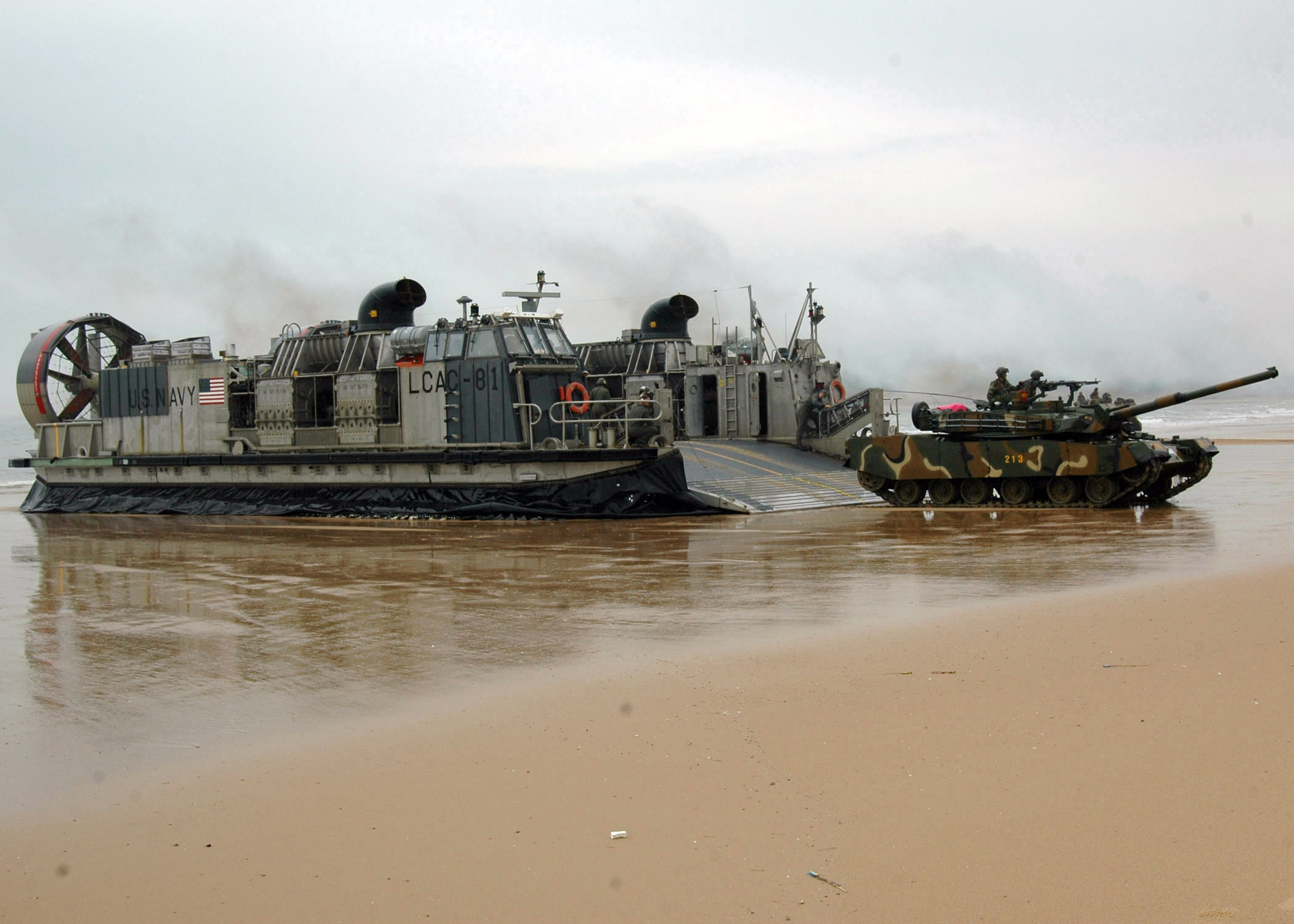
陸軍K1主战坦克從LCAC上登陸

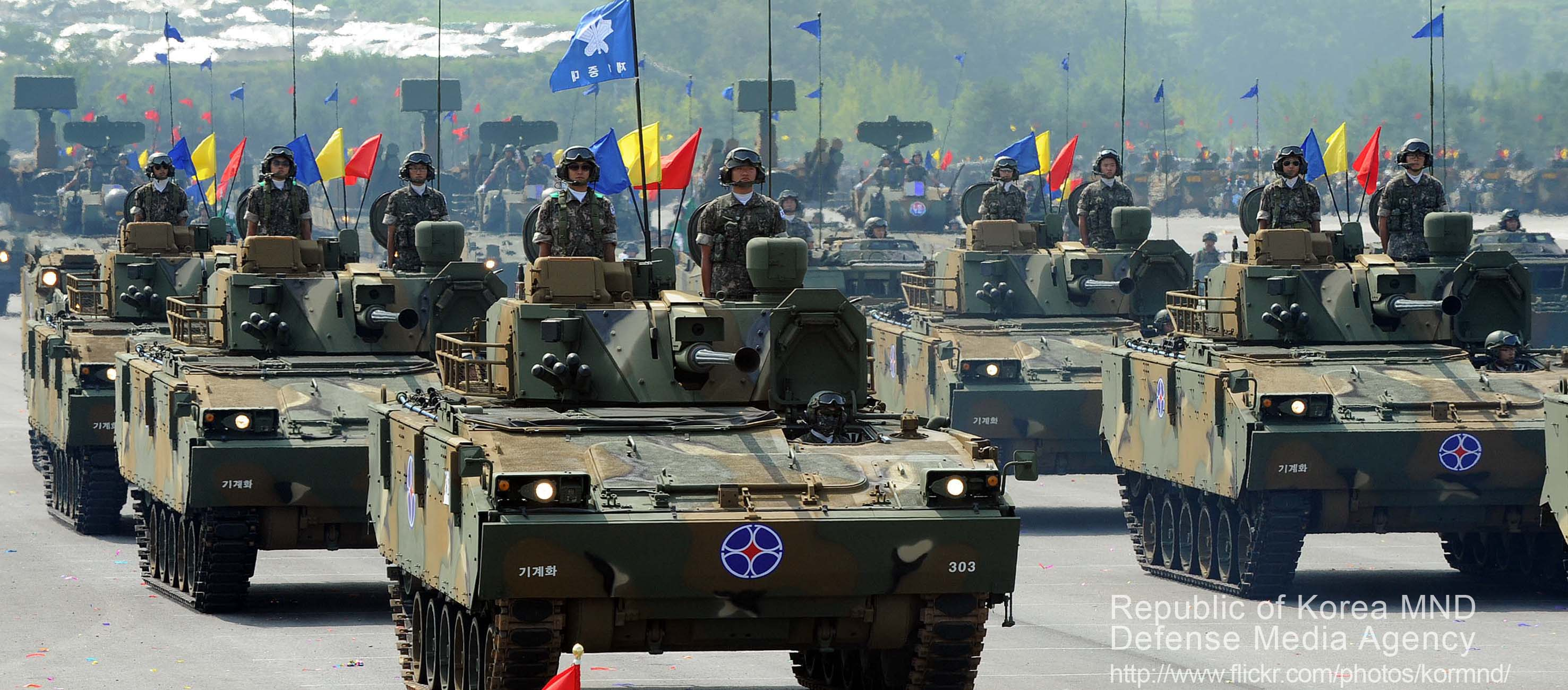
韓國自製NIFV步兵戰鬥車

陸軍在韓國三軍中規模最大，2024年時韓國國軍兵力總數為50萬，其中陸軍有36.5萬。由於朝鮮人民軍陸軍在南北韓非軍事區沿線採攻勢部署，三分之二以上的韓國陸軍部隊部署於前緣陣地，維持相當高的戰備程度。整個陸軍共擁有3個野戰軍級單位、11個軍級單位、39個師和19個旅，4,850輛戰車／裝甲車、10,774件砲兵武器、7,032枚各式飛彈與13,000件步兵支援武器。
根据1998年发表的《国防改革研究案》，沿停战线布防的第1野戰軍和负责首都防卫的第3野戰軍将合并为“地面作战司令部”，负责后方防务的第2野战军将改组为“后方作战司令部”，总部分别设在汉城（今首爾）和釜山。
目前的韓國首都防衛司令部负责首爾及仁川登陆场的防务任务，下辖2個鄉土步兵師及一個防空旅。特战司令部设在京畿道城南基地，下辖7个特战旅和3个独立特战营。
陸軍擁有自產K1主力戰車和K1A1主力戰車、K2黑豹式主力戰車等三型，共計2,350輛。2012年開始量產的K2黑豹式主力戰車已取代M48巴頓式主力戰車，這型戰車將配有1,500匹馬力水冷式柴油引擎、120公釐L55滑膛砲和先進反應裝甲，其射控系統類似美國陸軍的M1A2艾布蘭式主力戰車和法國陸軍的雷克勒主力戰車。
在裝甲車輛和砲兵武器方面，擁有美國授權生產的M-109A2自走砲（韓國稱為K-55），而自行研發的K-9雷鳴（Thunder）式自走砲已進入生產階段並曾外銷土耳其。K-200步兵戰鬥車（KIFV）系列大量進入部隊服役，並被派赴海外參與聯合國維和行動。KAFV裝甲戰鬥車計畫換裝90公釐火砲、40公釐榴彈槍、M230-1 30公釐鏈砲或Mk 30 30公釐鏈砲以增強火力。
陸基防空砲兵由陸軍指揮，但防空飛彈系統由空軍負責管制。防砲系統除35公釐GDF-003防空快砲外，尚有40公釐和20公釐防空機砲，近來還採購K-30（飛虎 Biho，韓文：비호）雙聯裝30公釐自走防空砲車加強低空防禦能力。飛彈系統除了美國部署的愛國者飛彈系統外，目前還配備MIM-23B鷹式飛彈和三種肩射防空飛彈，分別是美國的刺針飛彈式、法國的西北風式和英國的標槍式系統。最新的可機動K-SAM飛馬防空飛彈和勝利女神改裝的玄武三型彈道飛彈也將開始服役。
陸軍裝備以往多靠美國供應，但透過自製、技術轉移和授權生產，也自行生產K1主力戰車、K-200步兵戰鬥車、K-9雷鳴式自走砲等裝甲車輛和火砲。此外，還向俄羅斯採購T-80U戰車、BMP-3步兵戰鬥車、AT-7反戰車飛彈和SA-16肩射防空飛彈，這批武器裝備多供實驗用途，據信發展中的XK2黑豹式主力戰車其爆炸式反應裝甲技術即來自於此。

### 海軍與海軍陸戰隊

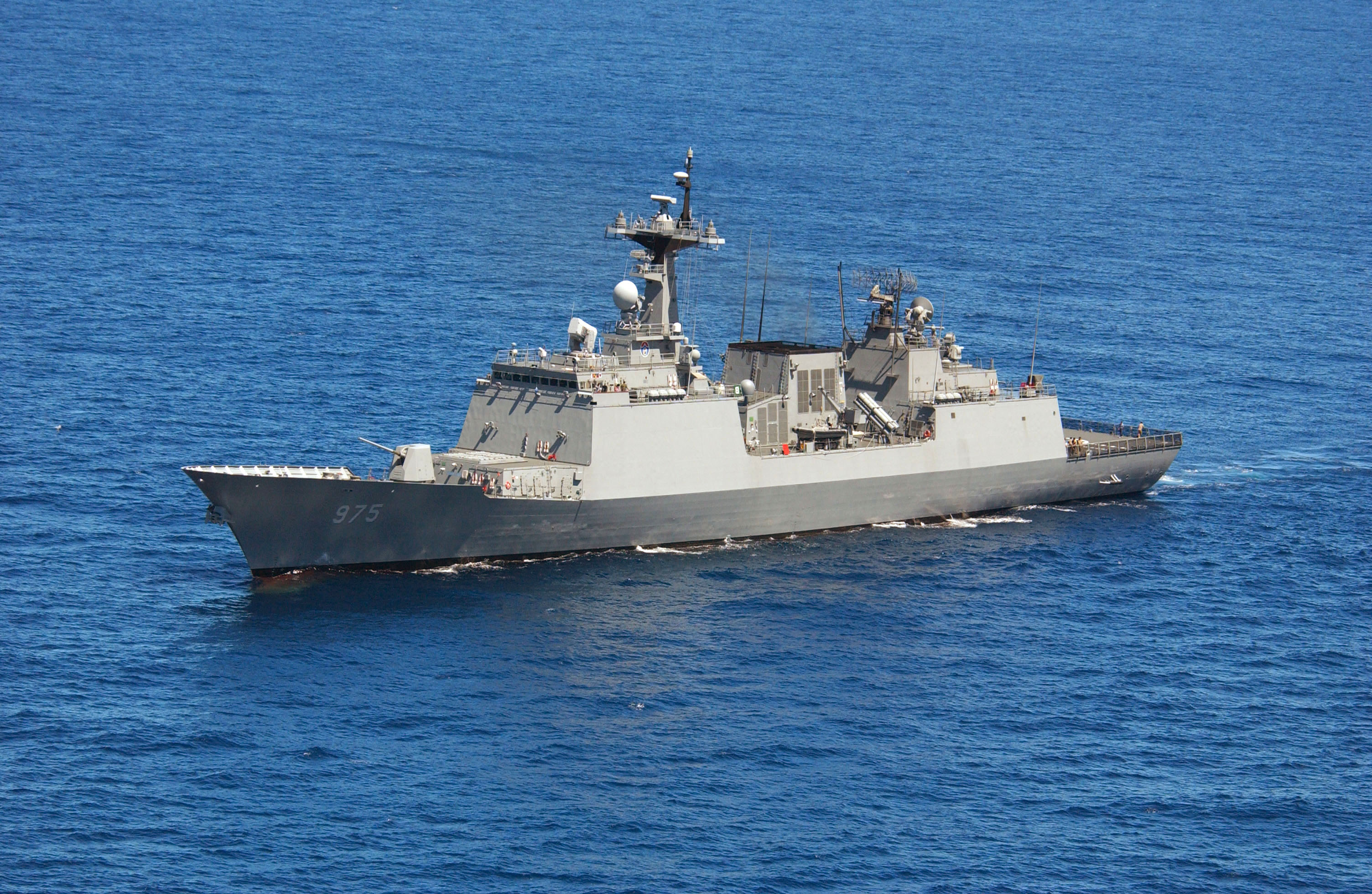
忠武公李舜臣級驅逐艦

相對於陸軍和空軍，韓國海軍以往較不受重視，這或許與朝鮮人民軍海軍實力不強，且駐日美軍的第七艦隊分遣隊可隨時馳援有關。韓國海軍的主要任務是海岸防衛，次要任務是為海軍陸戰隊的兩棲作戰提供支援。由於造船業增強，在21世紀後多艘新型艦下水，船艦性能參數有和日本海上自衛隊明顯較勁意味，近年來也經常派遣船艦參與聯合國海外維和行動。
2006年，海軍總兵力為78,870人，其中有28,000名海軍陸戰隊，共有178艘艦艇服役中，總噸位約為34.1萬噸，包括22艘潛艦、95艘救生艦艇110艘輔助艦艇。海軍航空隊擁有10架定翼機50架旋翼機和直升機航母独岛号。韩国海军现有驅逐艦12艘，涵盖四級：廣開土大王級、忠武公李舜臣級、世宗大王級、正祖大王级。

### 空軍

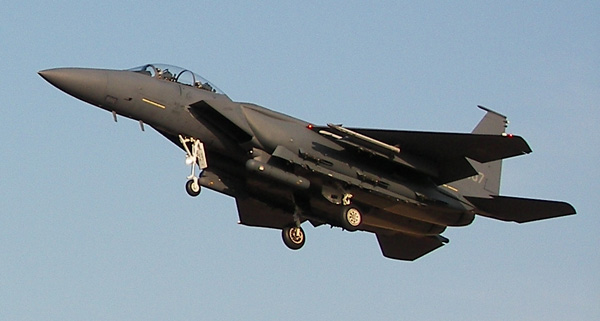
韓國F-15K戰機

韓國空軍擁有600架以上戰機，其主要任務是防衛領空，次要任務是支援地面部隊作戰，包括提供密接空中支援和空中運輸。
1980年代末期，由於冷戰趨緩，美國開始縮減部署在各前沿戰區的兵力以減輕經濟負擔，為應對新的戰略局勢，大韓民國國軍一改過去偏重陸軍的傳統做法，著力於海、空軍建設，空軍也改變原來防空攔截的任務重點，開始注重強化對地攻擊與戰術偵察能力。1997年開始執行的F-X先進戰機專案，是最重要的裝備更新計畫，經過激烈競標後，波音公司F-15K猛擊鷲式打擊戰機勝出。
T-50金鷹式高級教練機（原名KTX-2）是空軍在1997年開始的另一項重要計畫，用以發展自產高級教練機／攻擊機。這個計畫係與洛克希德·馬丁公司合作，空軍於2003年12月宣佈採購50架T-50教練機與44架A-50攻擊機，合計94架。國外訂單方面則是售給了菲律賓，印尼也有意購買。

## 軍銜
|            | 中文 | 谚文／漢字 | 階級章 | 階級章 | 階級章 | 階級章 |
| ---------- | ---- | ---------- | ------ | ------ | ------ | ------ |
| 將官       | 元帥 |            |        |        |        |        |
| 將官       | 上將 |            |        |        |        |        |
| 將官       | 中將 |            |        |        |        |        |
| 將官       | 少將 |            |        |        |        |        |
| 將官       | 准將 |            |        |        |        |        |
| 校官       |      |            |        |        |        |        |
| 上校       |      |            |        |        |        |        |
| 中校       |      |            |        |        |        |        |
| 少校       |      |            |        |        |        |        |
| 尉官       |      |            |        |        |        |        |
| 上尉       |      |            |        |        |        |        |
| 中尉       |      |            |        |        |        |        |
| 少尉       |      |            |        |        |        |        |
| 準軍官     | 准尉 |            |        |        |        |        |
| 軍士、士官 | 元士 |            |        |        |        |        |
| 軍士、士官 | 上士 |            |        |        |        |        |
| 軍士、士官 | 中士 |            |        |        |        |        |
| 軍士、士官 | 下士 |            |        |        |        |        |
| 士兵       | 中文 | 谚文／漢字 | 階級章 | 階級章 | 階級章 | 階級章 |
| 士兵       | 中文 | 谚文／漢字 | 陸軍   | 海軍   | 陸戰隊 | 空軍   |
| 士兵       | 兵長 |            |        |        |        |        |
| 士兵       | 上兵 |            |        |        |        |        |
| 士兵       | 一兵 |            |        |        |        |        |
| 士兵       | 二兵 |            |        |        |        |        |

## 研究所
- 国防科学研究所
- 韓國國防研究院（朝鲜语：한국국방연구원）

## 海外行動
大韓民國國軍多次參與海外軍事行動，2007年大約有2,500名官士兵在世界8個地區參與聯合國維和行動。

### 越南戰爭
韓國首次參加海外戰爭，1964年出兵投入越南戰爭，與美軍和南越軍協力作戰，派遣首都機械化步兵師（猛虎部隊）、第9步兵師（白馬部隊）及第2海軍陸戰旅（青龍部隊）參戰，1965年成立駐越軍司令部，統轄駐越部隊，高峰時期駐越韓軍多達48,000人。

### 波斯灣戰爭
1991年，加入美國為首的34國聯盟部隊參與波斯灣戰爭。

### 索馬利亞
1993年6月29日，組成「常綠樹部隊」參與聯合國維和部隊在索馬利亞內戰中的維和任務。之後該部隊又赴安哥拉、東帝汶等地。

### 聯合國和平維持行動
- 波斯尼亞戰爭
- 反恐戰爭

### 伊拉克和平維持行動
- 伊拉克戰爭：2003年4月15日成立「徐熙部隊（朝鲜语：서희 부대）」工兵支援團、「濟馬部隊（朝鲜语：제마 부대）」醫療團赴伊拉克南部，2004年成立伊拉克和平重建師「宰桐部隊」至伊拉克北部的阿爾貝拉執行維和警備、工兵建設等任務。

### 阿富汗重建行動
- 阿富汗戰爭：組成空軍「泰曼部隊（朝鲜语：다이만 부대）」、陸軍「茶山部隊（朝鲜语：다산 부대）」及「東醫部隊（朝鲜语：동의 부대）」派往阿富汗。

### 亞丁灣
2009年，韓國海軍組成淸海部隊，開赴索馬利亞附近的亞丁灣保護韓籍船隻免於索馬利亞海盜挾持。2011年的韓籍貨輪「三湖珠寶號」挾持事件中，派赴該水域的海軍特戰旅擊斃並捕獲數名索國海盜。

### 海地震災
組成「甘雨部隊」協助2010年海地地震的重建工作

## 影視文化
- 1990年韓國電影南部軍
- 2004年韓國電影太極旗－生死兄弟
- 2005年韩国电视剧第五共和国
- 2010年韓國電影走進炮火中
- 2011年韓國電影高地戰
- 2016年韓國電視劇太陽的後裔
- 2021年韓國電視劇D.P：逃兵追緝令
- 2022年韓國電視劇軍檢察官多伯曼

## 外部連結
- Republic of Korea Military Guide (globalsecurity.org) （页面存档备份，存于）
- Republic of Korea Ministry of National Defense (ROKMND) (Korean / English)